# Nunziature apostoliche

La bandiera dello Stato della Città del Vaticano che sventola sopra ogni edificio sede di nunziatura apostolica

Elenco delle nunziature apostoliche esistenti attualmente. In fondo alla pagina una sezione è stata riservata alle nunziature apostoliche storiche.

## A
- Nunziatura apostolica in Albania
- Nunziatura apostolica in Algeria
- Nunziatura apostolica in Andorra
- Nunziatura apostolica in Angola
- Nunziatura apostolica ad Antigua e Barbuda
- Nunziatura apostolica in Argentina
- Nunziatura apostolica in Armenia
- Nunziatura apostolica in Australia
- Nunziatura apostolica in Austria
- Nunziatura apostolica in Azerbaigian

## B
- Nunziatura apostolica nelle Bahamas
- Nunziatura apostolica in Bahrein
- Nunziatura apostolica in Bangladesh
- Nunziatura apostolica a Barbados
- Nunziatura apostolica in Belgio
- Nunziatura apostolica in Belize
- Nunziatura apostolica in Benin
- Nunziatura apostolica in Bielorussia
- Nunziatura apostolica in Birmania
- Nunziatura apostolica in Bolivia
- Nunziatura apostolica in Bosnia ed Erzegovina
- Nunziatura apostolica in Botswana
- Nunziatura apostolica in Brasile
- Nunziatura apostolica in Bulgaria
- Nunziatura apostolica in Burkina Faso
- Nunziatura apostolica in Burundi

## C
- Nunziatura apostolica in Cambogia
- Nunziatura apostolica in Camerun
- Nunziatura apostolica in Canada
- Nunziatura apostolica a Capo Verde
- Nunziatura apostolica nella Repubblica Ceca
- Nunziatura apostolica nella Repubblica Centrafricana
- Nunziatura apostolica in Ciad
- Nunziatura apostolica in Cile
- Nunziatura apostolica nella Repubblica di Cina (Taiwan)
- Nunziatura apostolica a Cipro
- Nunziatura apostolica in Colombia
- Nunziatura apostolica in Congo
- Nunziatura apostolica nella Repubblica Democratica del Congo
- Nunziatura apostolica nelle Isole Cook
- Nunziatura apostolica in Corea del Sud
- Nunziatura apostolica in Costa d'Avorio
- Nunziatura apostolica in Costa Rica
- Nunziatura apostolica in Croazia
- Nunziatura apostolica a Cuba

## D
- Nunziatura apostolica in Danimarca
- Nunziatura apostolica in Dominica
- Nunziatura apostolica nella Repubblica Dominicana

## E
- Nunziatura apostolica in Ecuador
- Nunziatura apostolica in Egitto
- Nunziatura apostolica in El Salvador
- Nunziatura apostolica negli Emirati Arabi Uniti
- Nunziatura apostolica in Eritrea
- Nunziatura apostolica in Estonia
- Nunziatura apostolica in eSwatini
- Nunziatura apostolica in Etiopia

## F
- Nunziatura apostolica nelle Figi
- Nunziatura apostolica nelle Filippine
- Nunziatura apostolica in Finlandia
- Nunziatura apostolica in Francia

## G
- Nunziatura apostolica in Gabon
- Nunziatura apostolica in Gambia
- Nunziatura apostolica in Georgia
- Nunziatura apostolica in Germania
- Nunziatura apostolica in Ghana
- Nunziatura apostolica in Giamaica
- Nunziatura apostolica in Giappone
- Nunziatura apostolica a Gibuti
- Nunziatura apostolica in Giordania
- Nunziatura apostolica in Gran Bretagna
- Nunziatura apostolica in Grecia
- Nunziatura apostolica a Grenada
- Nunziatura apostolica in Guatemala
- Nunziatura apostolica in Guinea
- Nunziatura apostolica in Guinea-Bissau
- Nunziatura apostolica in Guinea Equatoriale
- Nunziatura apostolica in Guyana

## H
- Nunziatura apostolica ad Haiti
- Nunziatura apostolica in Honduras

## I
- Nunziatura apostolica in India
- Nunziatura apostolica in Indonesia
- Nunziatura apostolica in Iran
- Nunziatura apostolica in Iraq
- Nunziatura apostolica in Irlanda
- Nunziatura apostolica in Islanda
- Nunziatura apostolica in Israele
- Nunziatura apostolica in Italia

## K
- Nunziatura apostolica in Kazakistan
- Nunziatura apostolica in Kenya
- Nunziatura apostolica in Kirghizistan
- Nunziatura apostolica nelle Kiribati
- Nunziatura apostolica in Kuwait

## L
- Nunziatura apostolica in Lesotho
- Nunziatura apostolica in Lettonia
- Nunziatura apostolica in Libano
- Nunziatura apostolica in Liberia
- Nunziatura apostolica in Libia
- Nunziatura apostolica in Liechtenstein
- Nunziatura apostolica in Lituania
- Nunziatura apostolica in Lussemburgo

## M
- Nunziatura apostolica in Macedonia del Nord
- Nunziatura apostolica in Madagascar
- Nunziatura apostolica in Malawi
- Nunziatura apostolica in Malaysia
- Nunziatura apostolica in Mali
- Nunziatura apostolica a Malta
- Nunziatura apostolica in Marocco
- Nunziatura apostolica nelle Isole Marshall
- Nunziatura apostolica in Mauritania
- Nunziatura apostolica a Mauritius
- Nunziatura apostolica in Messico
- Nunziatura apostolica in Micronesia
- Nunziatura apostolica in Moldavia
- Nunziatura apostolica a Monaco
- Nunziatura apostolica in Mongolia
- Nunziatura apostolica in Montenegro
- Nunziatura apostolica in Mozambico

## N
- Nunziatura apostolica in Namibia
- Nunziatura apostolica a Nauru
- Nunziatura apostolica in Nepal
- Nunziatura apostolica in Nicaragua
- Nunziatura apostolica in Niger
- Nunziatura apostolica in Nigeria
- Nunziatura apostolica in Norvegia
- Nunziatura apostolica in Nuova Zelanda

## O
- Nunziatura apostolica in Oman

## P
- Nunziatura apostolica nei Paesi Bassi
- Nunziatura apostolica in Pakistan
- Nunziatura apostolica a Palau
- Nunziatura apostolica a Panama
- Nunziatura apostolica in Papua Nuova Guinea
- Nunziatura apostolica in Paraguay
- Nunziatura apostolica in Perù
- Nunziatura apostolica in Polonia
- Nunziatura apostolica in Portogallo

## Q
- Nunziatura apostolica in Qatar

## R
- Nunziatura apostolica in Romania
- Nunziatura apostolica in Ruanda
- Nunziatura apostolica in Russia

## S
- Nunziatura apostolica a Saint Kitts e Nevis
- Nunziatura apostolica a Saint Lucia
- Nunziatura apostolica a Saint Vincent e Grenadine
- Nunziatura apostolica nelle Isole Salomone
- Nunziatura apostolica nelle Samoa
- Nunziatura apostolica a San Marino
- Nunziatura apostolica a São Tomé e Príncipe
- Nunziatura apostolica in Senegal
- Nunziatura apostolica in Serbia
- Nunziatura apostolica nelle Seychelles
- Nunziatura apostolica in Sierra Leone
- Nunziatura apostolica a Singapore
- Nunziatura apostolica in Siria
- Nunziatura apostolica in Slovacchia
- Nunziatura apostolica in Slovenia
- Nunziatura apostolica in Spagna
- Nunziatura apostolica in Sri Lanka
- Nunziatura apostolica negli Stati Uniti d'America
- Nunziatura apostolica in Sudafrica
- Nunziatura apostolica in Sudan
- Nunziatura apostolica nel Sudan del Sud
- Nunziatura apostolica in Suriname
- Nunziatura apostolica in Svezia
- Nunziatura apostolica in Svizzera

## T
- Nunziatura apostolica in Tagikistan
- Nunziatura apostolica in Tanzania
- Nunziatura apostolica in Thailandia
- Nunziatura apostolica a Timor Est
- Nunziatura apostolica in Togo
- Nunziatura apostolica nelle Tonga
- Nunziatura apostolica a Trinidad e Tobago
- Nunziatura apostolica in Tunisia
- Nunziatura apostolica in Turchia
- Nunziatura apostolica in Turkmenistan

## U
- Nunziatura apostolica in Ucraina
- Nunziatura apostolica in Uganda
- Nunziatura apostolica in Ungheria
- Nunziatura apostolica in Uruguay
- Nunziatura apostolica in Uzbekistan

## V
- Nunziatura apostolica a Vanuatu
- Nunziatura apostolica in Venezuela

## Y
- Nunziatura apostolica nello Yemen

## Z
- Nunziatura apostolica in Zambia
- Nunziatura apostolica in Zimbabwe

## Altre nunziature
La Santa Sede ha inoltre delle nunziature apostoliche presso enti come:
- Nunziatura apostolica presso l'Associazione delle Nazioni del Sud-est asiatico
- Nunziatura apostolica presso il Sovrano Ordine Militare di Malta
- Nunziatura apostolica presso l'Unione Europea

## Nunziature apostoliche storiche
- Nunziatura apostolica in Baviera
- Internunziatura in Cina (trasferita a Taiwan)
- Nunziatura apostolica a Colonia
- Nunziatura apostolica nelle Fiandre (assorbita nel XVIII secolo da quella in Belgio)
- Nunziatura apostolica a Milano
- Nunziatura apostolica a Napoli
- Nunziatura apostolica in Prussia
- Nunziatura apostolica in Sassonia
- Nunziatura apostolica a Torino
- Nunziatura apostolica nel Granducato di Toscana
- Nunziatura apostolica nella Repubblica di Venezia